# 奧西奇基 (薩夫蘭區)
48°07′52″N 30°01′44″E / 48.13111°N 30.02889°E
奧西奇基（烏克蘭語：Осички）是位於烏克蘭西南部的村莊，由敖德萨州波季利斯克区的薩夫蘭市鎮負責管轄。該村始建於1548年，面積9.44平方公里，海拔高度95米，2001年人口2,506，人口密度每平方公里265.47人。